# Нерское плоскогорье
Не́рское плоского́рье — плоскогорье в Якутии и Магаданской области России, расположенное между хребтом Черского на северо-востоке, Верхнеколымским нагорьем на юго-востоке и хребтом Сарычева на юго-западе.
Пересекается долинами реки Неры и образующих её притоков — Делянкир (п) и Худжах (л).
Длина плоскогорья составляет 130 км, ширина 50—70 км, высота от 700 до 1500 м. Сложено песчаниками, алевролитами, глинистыми сланцами триасового и юрского периодов; песчано-галечные отложения вмещают россыпи золота. Основная площадь занята редкостойными лиственничными лесами, зарослями кедрового стланика и ольховника. Выше 1100—1200 м горные тундры. По южным склонам разбросаны фрагменты степных растительных ассоциаций.